# The Hudsucker Proxy
The Hudsucker Proxy (prt: O Grande Salto; bra: Na Roda da Fortuna) é um filme estadunidense de 1994, do gênero comédia, dirigido pelos Irmãos Coen que o co-roteirizaram com Sam Raimi. O filme conta a história fictícia de um executivo americano e a sua invenção: o hula hoop (conhecido no Brasil por bambolê).

## Sinopse
Na véspera do ano novo (1958), todos em Nova Iorque estão celebrando exceto Norville Barnes, o presidente das indústrias Hudsucker e que está se preparando para se suicidar, saltando do alto do edifício de sua companhia. Ele não seria o primeiro, pois, poucas semanas antes, o fundador e presidente anterior atravessou inexplicavelmente a janela da sala de reuniões de um andar acima no mesmo edifício. E morreu ao se estatelar no chão.
Norville acabara de sair da faculdade e estava com problemas para conseguir uma colocação, pois não tinha experiência. Até que se candidatou para uma vaga de mensageiro nas indústrias Hudsucker. Em seu primeiro dia, ficou incumbido de entregar uma carta azul (certeza de má notícia para os executivos) ao astuto acionista Sidney J. Mussburger que era o substituto natural de Waring Hudsucker, o presidente que acabara de se suicidar. Mas Mussburger estava preocupado, pois havia uma  cláusula do estatuto da companhia que obrigava o novo presidente a ofertar ao público as ações de Hudsucker. Como essas ações representavam 87% da próspera corporação, os atuais acionistas, com certeza, iriam perder o controle dos negócios. A solução, segundo Mussburger, seria convencer o mercado de que estavam à beira da ruína devido a morte do seu presidente. Com isso as ações iriam ficar baratas e ele e seus sócios poderiam comprá-las. Para completar o plano, Mussburger queria escolher um incompetente para a presidência.
Quando chegou à sala de Mussburger para lhe entregar a carta azul, Norville ficou nervoso e esqueceu de entregar o envelope e acabou por contar ao executivo a sua ideia: uma roda desenhada no papel, que ele explicou dizendo…"É para crianças, sabe" ("You know, for kids"). Mas ele cometeu tantas trapalhadas que o executivo foi parar no parapeito do edifício, quase despencando também. Mussburger foi salvo por Norville e assim se convenceu de que o mensageiro era o idiota perfeito para ser o presidente, indicando-o ao cargo.
Norville assumiu a presidência e recebeu plenos poderes para dar andamento ao seu invento. E para desgosto de Mussburger, o brinquedo foi um sucesso. Mas o executivo ainda tinha um recurso para prejudicar Norville e recuperar seu poder na empresa. E com isso levou o jovem presidente à beira do suicídio.

## Elenco principal
- Tim Robbins...Norville Barnes
- Jennifer Jason Leigh...Amy Archer
- Paul Newman...Sidney J. Mussburger
- Charles Durning...Waring Hudsucker
- John Mahoney...Editor-Chefe do Argus
- Jim True-Frost...Buzz, o acensorista
- Bill Cobbs...Moses, o homem do relógio
- Bruce Campbell...Smitty, o repórter do Argus
- Harry Bugin...Aloysius
- Christopher Darga...o chefe dos mensageiros
- Patrick Cranshaw
- Anna Nicole Smith...Za-Za
- Steve Buscemi...o Barman Beatnik do Ann's 440
- Sam Raimi
- John Cameron
- Jon Polito...Sr. Bumstead
- John Goodman

## Trilha sonora
1. "Prologue" (Khachaturian) – 03:20
2. "Norville Suite" – 03:53
3. "Waring's Descent" – 0:27
4. "The Hud Sleeps" – 2:13
5. "Light Lunch" (Khachaturian) – 1:38
6. "The Wheel Turns" – 0:52
7. "The Hula Hoop" (Khachaturian) – 4:10
8. "Useful" – 0:40
9. "Walk Of Shame" – 1:22
10. "Blue Letter" – 0:43
11. "A Long Way Down" – 1:46
12. "The Chase" – 1:02
13. "Norville's End" – 3:52
14. "Epilogue" (Khachaturian) – 2:08
15. "Norville's Reprise" – 1:22

### Outras canções do filme
- "Memories Are Made of This", com Peter Gallagher como Vic Tenetta, o cantor da festa
- "In a Sentimental Mood", com Duke Ellington
- "Flying Home", com Duke Ellington
- "Minuet" (terceiro movimento) do "String Quintet in E, Op. 13 No. 5", composto por Luigi Boccherini; usada na cena em que Norville Barnes está sendo massageado na cabeça. A canção parece também no filme de 1955 The Ladykillers e no remake dos Coens de 2004.
- "Carmen", com Grace Bumbry; usada na sequência de dança no sonho.